# Ruellia sceptrum-marianum
Ruellia sceptrum-marianum är en akantusväxtart som först beskrevs av Vell., och fick sitt nu gällande namn av William Thomas Stearn. Ruellia sceptrum-marianum ingår i släktet Ruellia och familjen akantusväxter. Inga underarter finns listade i Catalogue of Life.